# Ogeechee

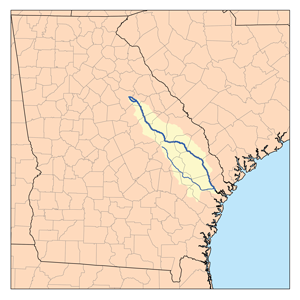
Mapa dorzecza Ogeechee.

Ogeechee – rzeka w amerykańskim stanie Georgia, o długości 473 km. Jej największym dopływem jest rzeka Canoochee (174 km). Swoje źródła bierze na płaskowyżu Piedmont, w pobliżu miejscowości Crawfordville. Przepływa obok Midville i w pobliżu Savannah uchodzi do Oceanu Atlantyckiego.
Ogeechee ma basen o powierzchni 14 300 km² i jest jedną z niewielu rzek, które nie mają zapór. 
W rzece występują takie ryby jak: aloza amerykańska, bass różowy, pomoxis, skalnik prążkowany, lepomis microlophus, sumy, a także zagrożony wyginięciem jesiotr krótkonosy. 